# Mecasermin
Mecasermin (INN) (tên thương hiệu Increlex), còn được gọi là tái tổ hợp phát triển con người giống Insulin factor-1 (rhIGF-1), là tái tổ hợp hình thức con người yếu tố tăng trưởng giống Insulin 1 (IGF-I) được sử dụng cho dài - điều trị suy giảm tăng trưởng và tầm vóc ngắn ở trẻ bị thiếu hụt IGF-I nguyên phát nghiêm trọng, ví dụ do thiếu hụt hormone tăng trưởng hoặc hội chứng Laron (không nhạy cảm với hormone tăng trưởng).
Một loại thuốc liên quan là mecasermin rinfabate (tên thương mại Iplex), là sự kết hợp của rhIGF-1 và yếu tố tăng trưởng giống như insulin gắn với protein-3 (IGFBP-3). IGFBP-3 phục vụ để kéo dài hoạt động của IGF-1 trong cơ thể con người.